# アグスタ-ベル 212ASW
アグスタ-ベル 212ASW
スペイン海軍のアグスタ-ベル 212ASW
- 用途：対潜戦・対水上戦・捜索救難
- 分類：ヘリコプター
- 設計者：ベル・ヘリコプター
- 製造者：アグスタ
- 運用者：　
  -  イタリア海軍
  -  イラン海軍
  -  ギリシャ海軍
  -  スペイン海軍
  -  トルコ海軍
  -  ベネズエラ海軍
  -  ペルー海軍
- 生産数：100機以上
- 運用開始： 1976年[1]
- 原型機：ベル 212

アグスタ-ベル 212ASW（英語: Agusta-Bell 212ASW, AB 212ASW）は、アグスタ-ベル 212（AB 212）をもとに開発された哨戒ヘリコプター。

## 概要
アグスタ社では、まず単発のAB 204Bをもとにした対潜戦仕様として204ASを開発し、これはイタリア海軍・スペイン海軍で運用された。続いて、双発のAB 212をもとに開発されたのが本機である。なお機体規模が近いことから、204ASの運用が可能な艦であれば、基本的に本機の運用にも対応可能とされる。
機体設計は基本的に通常の212と同様だが、艦載ヘリコプターとしての運用に対応して構造の一部を強化しているほか、着艦拘束装置の将来装備も考慮された。これらの設計変更と下記のようなミッションシステム搭載の結果、空虚重量はAB 212では2,630 kgだったのに対し、本機では3,420 kgに増大した。捜索レーダーとしてはシースプレーを採用し、そのアンテナはコクピット上のレドームに収容している。また吊下式ソナーとしてAN/AQS-13Bまたは18を搭載する。なおスペイン海軍で運用されている機体はアビオニクスの更新を主眼とする近代化改修を受けており、2018年にもソフトウェアのアップデートが行われた。
対潜兵器としては、国産のA244やアメリカ製のMk.44・46といった短魚雷2発、または対潜爆弾2発を搭載できる。一方、対艦兵器としてはAS.12対舟艇ミサイルとそのためのXM-58照準器を搭載できるほか、オトマートMk.2の中間誘導を行うためのシステムも搭載できる。10パーセントの予備燃料を見込んだ状態で、短魚雷2発搭載の対潜戦任務であれば哨戒時間3時間12分、またAS.12対舟艇ミサイル2発搭載の対水上戦任務であれば航続距離332海里（615 km）という性能を発揮できる。